# 1102 Pepita
Az 1102 Pepita (ideiglenes jelöléssel 1928 VA) a Naprendszer kisbolygóövében található aszteroida. Josep Comas Solá fedezte fel 1928. november 5-én, Barcelonában.